# TV Patrol
TV Patrol (seit November 2004 TV Patrol World) ist die Hauptnachrichtensendung des philippinischen Fernsehsenders ABS-CBN. Die Sendung wird täglich abends ausgestrahlt.

## Moderatoren

### Aktuelle Moderatoren
Montag bis Freitag
- Henry Omaga-Diaz (2001-2003; 2004-2006; 2021-)
- Bernadette Sembrano (2005-2011; 2015-)
- Karen Davila (2004-2010; 2021-)

Samstag und Sonntag
- Alvin Elchico (2011-)
- Zen Hernandez (2015-)

### Ehemalige Moderatoren
Montag bis Freitag
- Robert Arevalo (1987)
- Mel Tiangco (1987-1995)
- Frankie Evangelista (1987-1996)
- Korina Sanchez (1995-1996; 2001–2004; 2010-2015)
- Gilbert Remulla (1995-1996)
- Aljo Bendijo (2001-2003)
- Julius Babao (2003-2010)
- Ted Failon (2004-2021)
- Noli De Castro (1987-2001; 2010-2021)

Samstag und Sonntag
- Ces Oreña-Drilon (2004-2005)
- Alex Santos (2006-2011)
- Pinky Webb (2011-2015)